# Simone Fraccaro
Simone Fraccaro (Riese Pio X, Treviso, Vèneto, 1 de gener de 1952) és un ciclista italià que fou professional entre 1974 i 1984. En el seu palmarès destaquen dues victòries d'etapa al Giro d'Itàlia.

## Palmarès
- 1976
  - Vencedor d'una etapa al Giro d'Itàlia
- 1977
  - Vencedor d'una etapa al Giro d'Itàlia
  - 1r al Tour del Nord-oest
- 1978
  - 1r al Gran Premi del cantó d'Argòvia
- 1983
  - Vencedor d'una etapa a la Volta a Noruega

### Resultats al Tour de França
- 1975. 35è de la classificació general
- 1976. Abandona (5a etapa)
- 1984. Abandona (15a etapa)

### Resultats al Giro d'Itàlia
- 1974. 49è de la classificació general
- 1975. 32è de la classificació general
- 1976. 33è de la classificació general. Vencedor d'una etapa
- 1977. 11è de la classificació general. Vencedor d'una etapa
- 1978. 23è de la classificació general
- 1979. 20è de la classificació general
- 1980. 37è de la classificació general
- 1982. 65è de la classificació general